# Canyon Lake (Texas)
Pour les articles homonymes, voir Canyon Lake.
Canyon Lake est une census-designated place située dans le comté de Comal, dans l’État du Texas, aux États-Unis. Sa population s’élevait à 31 124 habitants lors du recensement de 2020.